# Férfi 60 kg-os súlyemelés az 1992. évi nyári olimpiai játékokon
Az 1992. évi nyári olimpiai játékokon a súlyemelés férfi 60 kg-os versenyszámát július 28-án rendezték a Industrial Spain Pavillionban.

## Rekordok
A versenyt megelőzően a következő rekordok voltak érvényben:
| Világrekord     | Szakítás    | Naim Süleymanoğlu (TUR) | 152,5 kg | Szöul, Dél-Korea | 1988. szeptember 20. |
| Világrekord     | Lökés       | Naim Süleymanoğlu (TUR) | 190,0 kg | Szöul, Dél-Korea | 1988. szeptember 20. |
| Világrekord     | Összesített | Naim Süleymanoğlu (TUR) | 342,5 kg | Szöul, Dél-Korea | 1988. szeptember 20. |
| Olimpiai rekord | Szakítás    | Naim Süleymanoğlu (TUR) | 152,5 kg | Szöul, Dél-Korea | 1988. szeptember 20. |
| Olimpiai rekord | Lökés       | Naim Süleymanoğlu (TUR) | 190,0 kg | Szöul, Dél-Korea | 1988. szeptember 20. |
| Olimpiai rekord | Összesített | Naim Süleymanoğlu (TUR) | 342,5 kg | Szöul, Dél-Korea | 1988. szeptember 20. |

A versenyen új rekord nem született.

## Versenynaptár
| Dátum                  | Forduló |
| ---------------------- | ------- |
| 1992. július 28., kedd | Döntő   |

## Eredmények
Az eredmények kilogrammban értendők. A rövidítés jelentése a következő:
- DNF: érvényes kísérlet nélkül

### Végeredmény
| H     | Név                           | Nemzet                      | Cs | Súly  | Szakítás | Szakítás | Szakítás | Szakítás | Lökés | Lökés    | Lökés | Lökés | Össz. |
| H     | Név                           | Nemzet                      | Cs | Súly  | 1        | 2        | 3        | E        | 1     | 2        | 3     | E     | Össz. |
| ----- | ----------------------------- | --------------------------- | -- | ----- | -------- | -------- | -------- | -------- | ----- | -------- | ----- | ----- | ----- |
| Arany | Naim Süleymanoğlu             | Törökország (TUR)           | A  | 59,90 | 142,5    | 153,0    | 153,0    | 142,5    | 170,0 | 177,5    | -     | 177,5 | 320,0 |
| Ezüst | Nikolaj Pesalov               | Bulgária (BUL)              | A  | 59,35 | 132,5    | 137,5    | 137,5    | 137,5    | 162,5 | 162,5    | 167,5 | 167,5 | 305,0 |
| Bronz | Ho Jing-csiang (He Yingqiang) | Kína (CHN)                  | A  | 59,30 | 127,5    | 130,0    | 132,5    | 130,0    | 160,0 | 165,0    | 170,0 | 165,0 | 295,0 |
| 4.    | Neno Terzijszki               | Bulgária (BUL)              | A  | 59,70 | 125,0    | 130,0    | 130,0    | 130,0    | 155,0 | 165,0    | 167,5 | 165,0 | 295,0 |
| 5.    | Valériosz Leonídisz           | Görögország (GRE)           | A  | 59,80 | 125,0    | 130,0    | 132,5    | 132,5    | 162,5 | 167,5    | 167,5 | 162,5 | 295,0 |
| 6.    | Ro Hjonil (Ro Hyon-Il)        | Észak-Korea (PRK)           | A  | 59,70 | 122,5    | 127,5    | 127,5    | 127,5    | 155,0 | 160,0    | 160,0 | 160,0 | 287,5 |
| 7.    | Czanka Attila                 | Magyarország (HUN)          | A  | 59,65 | 127,5    | 132,5    | 135,0    | 127,5    | 157,5 | 160,0    | 160,0 | 157,5 | 285,0 |
| 8.    | Ri Dzseszon (Li Jae-Son)      | Észak-Korea (PRK)           | A  | 59,75 | 125,0    | 130,0    | 132,5    | 130,0    | 150,0 | 155,0    | 155,0 | 150,0 | 280,0 |
| 9.    | Marcus Stephen                | Nyugat-Szamoa (WSM)         | B  | 59,85 | 112,5    | 117,5    | 122,5    | 117,5    | 147,5 | 152,5    | 157,5 | 157,5 | 275,0 |
| 10.   | Paul Toroczcoi                | Románia (ROU)               | B  | 59,90 | 120,0    | 120,0    | 125,0    | 120,0    | 150,0 | 155,0    | 160,0 | 155,0 | 275,0 |
| 11.   | Muraki-Ivata Jószuke          | Japán (JPN)                 | B  | 59,75 | 115,0    | 120,0    | 122,5    | 120,0    | 145,0 | 150,0    | 150,0 | 150,0 | 270,0 |
| 12.   | Kim Güsik (Kim Gwi-Sik)       | Dél-Korea (KOR)             | B  | 60,00 | 115,0    | 115,0    | 120,0    | 115,0    | 150,0 | 155,0    | 157,5 | 155,0 | 270,0 |
| 13.   | Marco Spanehl                 | Németország (GER)           | A  | 59,70 | 117,5    | 122,5    | 122,5    | 117,5    | 150,0 | 157,5    | 157,5 | 150,0 | 267,5 |
| 14.   | Sugiono Katijo                | Indonézia (INA)             | C  | 59,85 | 110,0    | 115,0    | 117,5    | 117,5    | 145,0 | 150,0    | 155,0 | 150,0 | 267,5 |
| 15.   | Reuven Hadinatov              | Izrael (ISR)                | B  | 59,90 | 122,5    | 127,5    | 127,5    | 122,5    | 145,0 | 150,0    | 150,0 | 145,0 | 267,5 |
| 16.   | Azzedine Basbas               | Algéria (ALG)               | B  | 59,95 | 115,0    | 115,0    | 117,5    | 115,0    | 150,0 | 157,5    | 157,5 | 150,0 | 265,0 |
| 17.   | David Balp                    | Franciaország (FRA)         | B  | 59,50 | 112,5    | 117,5    | 120,0    | 120,0    | 142,5 | 147,5    | 147,5 | 142,5 | 262,5 |
| 18.   | Bryan Jacob                   | Egyesült Államok (USA)      | B  | 59,90 | 117,5    | 122,5    | 122,5    | 117,5    | 145,0 | 150,0    | 150,0 | 145,0 | 262,5 |
| 19.   | Riadh Khedher                 | Irak (IRQ)                  | C  | 59,95 | 115,0    | 122,5    | 122,5    | 122,5    | 140,0 | 150,0    | 150,0 | 140,0 | 262,5 |
| 20.   | Szató Kazuo                   | Japán (JPN)                 | B  | 59,80 | 110,0    | 115,0    | 120,0    | 115,0    | 140,0 | 145,0    | 150,0 | 145,0 | 260,0 |
| 21.   | José Horacio Villegas         | Kolumbia (COL)              | C  | 59,90 | 110,0    | 115,0    | 117,5    | 117,5    | 135,0 | 140,0    | 145,0 | 140,0 | 257,5 |
| 22.   | Sivarádzs Nálamuthu Pillai    | India (IND)                 | B  | 59,45 | 110,0    | 115,0    | 117,5    | 115,0    | 140,0 | 140,0    | 147,5 | 140,0 | 255,0 |
| 23.   | Cecilio Leal                  | Spanyolország (ESP)         | B  | 59,75 | 115,0    | 120,0    | 120,0    | 115,0    | 140,0 | 145,0    | 145,0 | 140,0 | 255,0 |
| 24.   | Gustavo Majauskas             | Argentína (ARG)             | C  | 59,85 | 105,0    | 110,0    | 110,0    | 105,0    | 140,0 | 145,0    | 150,0 | 145,0 | 250,0 |
| 25.   | Juan Manuel Cueto             | Dominikai Köztársaság (DOM) | C  | 59,75 | 112,5    | 117,5    | 117,5    | 112,5    | 135,0 | 140,0</s | 140,0 | 135,0 | 247,5 |
| 26.   | Marcelo Gandolfo              | Argentína (ARG)             | C  | 59,85 | 100,0    | 107,5    | 112,5    | 107,5    | 130,0 | 135,0    | 140,0 | 135,0 | 242,5 |
| 27.   | Matilde Ceballos              | Panama (PAN)                | C  | 58,80 | 105,0    | 110,0    | 115,0    | 110,0    | 125,0 | 130,0    | 137,5 | 130,0 | 240,0 |
| 28.   | Abdallah Juma                 | Kenya (KEN)                 | C  | 59,65 | 95,0     | 100,0    | 105,0    | 100,0    | 115,0 | 120,0    | 120,0 | 115,0 | 215,0 |
| 29.   | Osman Manzanares              | Honduras (HON)              | C  | 59,60 | 90,0     | 90,0     | 92,5     | 92,5     | 110,0 | 110,0    | 115,0 | 115,0 | 207,5 |
| 30.   | Harinela Randriamanarivo      | Madagaszkár (MAD)           | C  | 59,80 | 80,0     | 85,0     | 90,0     | 85,0     | 100,0 | 105,0    | 110,0 | 110,0 | 195,0 |
|       | Roger Berrio                  | Kolumbia (COL)              | C  | 59,80 | 115,0    | 120,0    | 120,0    | 115,0    | 145,0 | 145,0    | 145,0 | DNF   | DNF   |